# Nelson Tyler
Nelson Tyler (* 1934 in Vereinigte Staaten) ist ein US-amerikanischer Erfinder und Entwickler von Spezialkameras. Er hat dreimal den Oscar gewonnen.

## Leben und Wirken
Tyler begann in den 1950er Jahren als Kameraassistent. 1963 bestieg im Rahmen einer Luftfahrtschau einen Alouette-Hubschrauber des französischen Luftfahrtunternehmens Sud Aviation mit seiner Super-8-Kamera. Die Vibrationen in der Luft ließen Tyler darüber nachdenken, wie man eine Kamera befestigen könnte, um wackelfreie Luftaufnahmen anzufertigen. Daraus entstand ein spezielles, vibrationsfreies Fixierungssystem, das erstmals 1964 bei dem Agentenfilm-Abenteuer Geheimagent Barrett greift ein eingesetzt wurde. Diese technische Erfindung brachte Tyler bereits 1965 seinen ersten Oscar ein: „Für den Entwurf und die Durchführung eines verbesserten Hubschrauber-Kamerasystems“, wie es in der Begründung hieß. Tyler entwickelte in den Folgejahrzehnten mit seiner eigenen Firma eine Fülle von weiteren Kameraapplikationen und -verbesserungen, die auch in der Filmwirtschaft Verwendung fanden.
Als Kameramann für nachträgliche oder Spezialaufnahmen, vor allem solche, die aus der Luft entstanden, wurde er immer wieder herangezogen. So entstanden bis zu Beginn der 1970er Jahre Tyler-Aufnahmen zu so unterschiedlichen Unterhaltungsproduktionen wie dem Seelsorgerdrama Stimme am Telefon, dem Abenteuerfilm Batman hält die Welt in Atem, der Doris-Day-Krimikomödie Caprice, dem Weltkriegsfilm Tobruk, dem Western-Musical Westwärts zieht der Wind und der Antikriegsfilmsatire Catch 22. Ebenfalls Anwendung fand Tylers Luftaufnahme-Technik bei den opulent gestalteten Barbra-Streisand-Filmmusicals Funny Girl, Hello, Dolly! und Funny Lady. In späteren Jahren trat Nelson Tyler kaum mehr persönlich hinter die Kamera. Einen Gastauftritt absolvierte er 1979 in dem Film Der lange Tod des Stuntman Cameron, in dem er kurz als Mann am Kamerakran zu sehen ist. Anschließend entwickelte er den mit Raketenantrieb bestückten Rucksack NT-1, mit dem Testpilot William P. Suitor während der Eröffnungsfeier der 23. Olympischen Spielen in Los Angeles 1984 flog.

## Weitere Auszeichnungen
Seinen zweiten Oscar erhielt Nelson Tyler 1982 „für die fortschreitende Entwicklung und Verbesserung der Tyler Helicopter motion picture camera platform“, wie es in der Begründung hieß. 2005 nahm Tyler seinen dritten Oscar in Empfang, dieses Mal „für die Entwicklung des Tyler Gyroplatform Boot-Stabilisierungs- und Befestigungssystem im Filmkamera-Sektor“. Bereits 1993 verlieh die Society of Operating Cameramen ihm den Technical Achievement Award. 2004 erhielt Tyler die Fuji-Goldmedaille für Fortschritte in der Filmindustrie. 2009 wurde er von der Society of Operating Cameramen mit dem Life Time Achievement Award gewürdigt.